# 波根法爾茨格拉本河
52°0′52.34″N 8°8′46.78″E / 52.0145389°N 8.1463278°E
波根法爾茨格拉本河（德語：Poggenfahrtsgraben），是德國的河流，位於該國西部，處於北萊茵-威斯特法倫州，屬於黑瑟爾河的右支流，流經費爾斯莫爾德，河道全長3公里。